# Крафт IV (Хоенлое-Вайкерсхайм)
Крафт IV фон Хоенлое-Вайкерсхайм (на немски: Kraft IV von Hohenlohe-Weikersheim; * пр. 1351; † 24 ноември 1399) е граф на Хоенлое-Вайкерсхайм.

## Произход
Той е най-възрастният син на граф Крафт III фон Хоенлое-Вайкерсхайм († 1371) и съпругата му ландграфиня Анна фон Лойхтенберг († 1390), дъщеря на ландграф Улрих I фон Лойхтенберг († 1334) и Анна фон Хоенцолерн-Нюрнберг († 1340). Брат е на граф Албрехт I (1371 – 1429) и Георг († 1423), епископ на Пасау (1388 – 1423).

## Фамилия
Първи брак: пр. 28 октомври 1370 г. с Агнес фон Цигенхайн († 23 март 1374), дъщеря на граф Готфрид VII фон Цигенхайн-Нида († 1372) и Агнес фон Фалкенщайн († сл. 1376). Те нямат деца.
Втори брак: пр. 23 (24) март 1374 г. с Елизабет фон Спонхайм († 1381), дъщеря на граф Хайнрих II фон Спонхайм-Щауф-Боланден († 1393) и Аделхайд фон Катценелнбоген († 1397). Те имат две деца:
- Крафт († 25 май 1405), каноник във Вюрцбург
- Анна фон Хоенлое-Вайкерсхайм († 11 октомври 1410), наследничка на Кирххаймболанден и Щауф, омъжена 1385 (1387) г. за граф Филип I фон Насау-Вайлбург (1368 – 1429)